# Антраша
Антраша́ (от фр. entrechat, которое в свою очередь является искаженным итал. capriola intrecciata — «скрещенный прыжок») — в классическом балетном танце род скачкообразного прыжка, во время которого ноги танцора быстро скрещиваются в воздухе, касаясь друг друга.
Антраша делятся на чётные (royal, quatre, six, huit) — прыжок с двух ног на две и нечётные (trois, cinq, sept) — прыжок с двух ног на одну.

Наташа сделала антраша, побила ножкой об ножку и, став на самые кончики носков, прошла несколько шагов. 
Л. Н. Толстой, «Война и мир».

Когда Варя вышла, Ганя взял со стола записку, поцеловал её, прищелкнул языком и сделал антраша. 
Ф. М. Достоевский, «Идиот».

…Онегин полетел к театру, 

Где каждый, вольностью дыша, 

Готов охлопать антраша, 

Обшикать Федру, Клеопатру, 

Моину вызвать — для того, 

Чтоб только слышали его. 
А. С. Пушкин, «Евгений Онегин».

Игроки были изображены с прицелившимися киями, несколько вывороченными назад руками и косыми ногами, только что сделавшими на воздухе антраша. 
Н. В. Гоголь, «Мёртвые души»

Самое довольное расположение сопровождало его во всё время одевания; надевая подтяжки или повязывая галстук, он расшаркивался и кланялся с особенною ловкостию, и хотя никогда не танцевал, но сделал антраша. Это антраша произвело маленькое невинное следствие: задрожал комод и упала со стола щетка. 
Н. В. Гоголь, «Мёртвые души».